# Anolis pecuarius
Anolis pecuarius (вашський зелений аноліс) — вид ігуаноподібних ящірок родини анолісових (Dactyloidae). Ендемік Гаїті.

## Поширення і екологія
Вашські зелені аноліси є ендеміками острова Ваш, розташованого біля південно-західного узбережжя Гаїті.